# 上寺店乡
上寺店乡是中国陕西省商洛市洛南县下辖的一个乡。2011年，上寺店乡与庙台乡一同撤销，辖境并入灵口镇。

## 行政区划
上寺店乡下辖以下行政区：
金楼村、沟口村、上寺店村、牛蹄村、大庄村。